# Jiří Hanuš (politik)
Jiří Hanuš (* 18. dubna 1948 Červený Kostelec) je český politik, počátkem 21. století poslanec Poslanecké sněmovny za KDU-ČSL.

## Vzdělání, profese
Vyučil se kovářem a podkovářem a maturoval na Střední zemědělské technické škole v Litomyšli. V roce 1973 dokončil studium Vysoké školy zemědělské v Praze. Pracoval pak postupně jako vedoucí ústředních dílen JZD Jaroměř, mechanizátor Okresní zemědělské správy v Náchodě a vedoucí technického úseku JZD ÚPA Horní Radechová.

## Politická kariéra
Do ČSL vstoupil v roce 1989. V roce 1990 byl zvolen starostou města Červený Kostelec. V komunálních volbách roku 1994, komunálních volbách roku 1998, komunálních volbách roku 2002, komunálních volbách roku 2006 a komunálních volbách roku 2010 byl zvolen do zastupitelstva města Červený Kostelec za KDU-ČSL. Profesně se k roku 1998 uváděl jako starosta, následně roku 2002 a 2006 coby poslanec a roku 2010 již jako důchodce.
V senátních volbách roku 1996 kandidoval neúspěšně do horní komory parlamentu za senátní obvod č. 47 - Náchod. Získal v 1. kole 17 % hlasů a ve 2. kole ho porazil a senátorem se stal Miloslav Müller. Ve volbách v roce 2002 byl zvolen do poslanecké sněmovny za KDU-ČSL (volební obvod Královéhradecký kraj). Byl členem zemědělského výboru sněmovny. Mandát poslance obhájil ve volbách v roce 2006. Stal se místopředsedou zemědělského výboru a členem volebního výboru. V letech 2007–2010 navíc zasedal v rozpočtovém výboru (v letech 2009–2010 jako jeho místopředseda). Ve sněmovně setrval do voleb v roce 2010.
V roce 2006 se zmiňoval jako předseda krajské organizace lidové strany v Královéhradeckém kraji. V únoru 2008 požadoval okresní výbor KDU-ČSL v Hradci Králové jeho rezignaci na poslanecký mandát, protože Hanuš hlasoval v prezidentské volbě pro Václava Klause, čímž měl porušit usnesení krajské organizace. Hanuš rezignaci odmítl s tím, že ve volebním programu, se kterým byl zvolen do sněmovny, nestálo nic o tom, koho bude volit za prezidenta.
Je ženatý, má dvě dcery a syna.